# Klanec pri Komnu
Klanec pri Komnu je zaselek v Občini Komen.